# Krościenko (gromada w powiecie nowotarskim)
Krościenko (od 1958 osiedle Krościenko) – dawna gromada, czyli najmniejsza jednostka podziału terytorialnego Polskiej Rzeczypospolitej Ludowej w latach 1954–1972.
Gromady, z gromadzkimi radami narodowymi (GRN) jako organami władzy najniższego stopnia na wsi, funkcjonowały od reformy reorganizującej administrację wiejską przeprowadzonej jesienią 1954 do momentu ich zniesienia z dniem 1 stycznia 1973, tym samym wypierając organizację gminną w latach 1954–1972.
Gromadę Krościenko z siedzibą GRN w Krościenku (obecna nazwa Krościenko nad Dunajcem) utworzono – jako jedną z 8759 gromad na obszarze Polski – w powiecie nowotarskim w woj. krakowskim, na mocy uchwały nr 27/IV/54 WRN w Krakowie z dnia 6 października 1954. W skład jednostki weszły obszary dotychczasowych gromad Krościenko i Tylka ze zniesionej gminy Krościenko w tymże powiecie. Dla gromady ustalono 26 członków gromadzkiej rady narodowej.
Gromadę Krościenko zniesiono 1 stycznia 1958 w związku z nadaniem jej statusu osiedla.
Osiedle Krościenko zniesiono wraz z kolejną reformą gminną, czyli 1 stycznia 1973 roku, łącząc je z miastem Szczawnica w organizm miejski o nazwie Szczawnica-Krościenko. Zniesiona w 1954 roku gmina Krościenko (nad Dunajcem) została reaktywowana 1 października 1982 roku w związku z oddzieleniem części obszaru miasta Szczawnica-Krościenko.